# Eurocup Basketball
Eurocup Basketball är en herrbasketturnering i Europa, öppen för klubblag. Turneringen hade premiär inför säsongen ULEB Cup 2002/2003 under namnet ULEB Cup innan namnet Eurocup Basketball antogs inför säsongen 2008/2009.

## Slutspel
För finaler som inte spelades som enkelmöte, står * före hemmalagets resultat.
| År                 | Spelplats             | Etta                         | Tvåa                   | Finalresultat         |
| 2002/2003 Detaljer | Novo Mesto & Valencia | Valencia (Pamesa)            | Krka                   | 90–*78 / *78–76       |
| 2003/2004 Detaljer | Charleroi             | Hapoel Jerusalem             | Real Madrid            | 83–72                 |
| 2004/2005 Detaljer | Charleroi             | Lietuvos Rytas               | Makedonikos            | 78–74                 |
| 2005/2006 Detaljer | Charleroi             | Dynamo Moskva                | Aris                   | 73–60                 |
| 2006–2007 Detaljer | Charleroi             | Real Madrid                  | Lietuvos Rytas         | 87–75                 |
| 2007/2008 Detaljer | Turin                 | Joventut Badalona            | Girona (Akasvayu)      | 79–54                 |
| 2008/2009 Detaljer | Turin                 | Lietuvos Rytas               | Chimki                 | 80–74                 |
| 2009/2010 Detaljer | Vitoria-Gasteiz       | Valencia (Power Electronics) | Alba Berlin            | 67–44                 |
| 2010/2011 Detaljer | Treviso               | UNICS                        | Sevilla (Cajasol)      | 92–77                 |
| 2011/2012 Detaljer | Chimki                | Chimki                       | Valencia               | 77–68                 |
| 2012/2013 Detaljer | Charleroi             | Lokomotiv Kuban              | Bilbao (Uxue)          | 75–64                 |
| 2013/2014 Detaljer | Valencia / Kazan      | Valencia Basket              | UNICS                  | 80-67 / 73-85         |
| 2014–2015 Detaljer | Chimki / Las Palmas   | Chimki                       | Herbalife Gran Canaria | 66-91 / 83-64         |
| 2015/2016 Detaljer | Strasbourg / Istanbul | Galatasaray S.K.             | SIG Strasbourg         | 66-62 / 78-67         |
| 2016/2017 Detaljer | Málaga / Valencia     | Baloncesto Málaga            | Valencia Basket        | 68-62 / 79-71 / 58-63 |
| 2017/2018 Detaljer | Krasnodar / Istanbul  | Darüşşafaka                  | Lokomotiv Kuban        | 78-81 / 67–59         |
| 2018/2019 Detaljer | Valencia / Berlin     | Valencia Basket              | Alba Berlin            | 89–75 / 92–95 / 89–63 |